# Czystyj Kołodiaź
Czystyj Kołodiaź (ukr. Чистий Колодязь, do 2016 Czerwonyj Kołodiaź, ukr. Червоний Колодязь) – wieś na Ukrainie, w obwodzie czernihowskim, w rejonie niżyńskim, w hromadzie Łosyniwka. W 2001 liczyła 251 mieszkańców, spośród których 245 wskazało jako ojczysty język ukraiński, 5 rosyjski, a 1 białoruski.